# Plagiochila major
Plagiochila major là một loài rêu trong họ Plagiochilaceae. Loài này được S.W. Arnell mô tả khoa học đầu tiên năm 1956.